# Rünthe
Rünthe, früher eine selbstständige Gemeinde im damaligen Amt Pelkum, wurde mit der Gebietsreform in Nordrhein-Westfalen zum 1. Januar 1966 ein Stadtteil der westfälischen Stadt Bergkamen im Kreis Unna.

## Lage
Rünthe liegt an der Lippe und am Datteln-Hamm-Kanal; im Westen liegt Heil, im Norden Werne, im Osten Sandbochum und im Süden der Beverbach, der Rünthe von Bergkamen-Mitte und Overberge abgrenzt.
Der Ortskern liegt zwischen der Landesstraße 736, der Kreisstraße 16 und der Bundesstraße 233. Die Bundesautobahn 1 verläuft östlich des Stadtteils bereits auf dem Gebiet der Stadt Hamm. Die Anschlussstelle Hamm/Bergkamen liegt nur etwas über 2 km vom Ortskern entfernt.
Die Schnellbuslinie S 20 der VKU verbindet Rünthe mit Lünen und Herringen.
Am Datteln-Hamm-Kanal befindet sich ein Sportboothafen, die Marina Rünthe mit angegliedertem westfälischen Sportbootzentrum. Sie zählt zu den größten Freizeithäfen in Nordrhein-Westfalen.

## Geschichte
Rünthe, erstmals als Rennethe 1277 urkundlich erwähnt, war ursprünglich eine Bauernschaft und verfügte über weniger als 300 Einwohner. Die kleine Gemeinde gehörte dem Amt Pelkum im damaligen Kreis Hamm an, der im Oktober 1930 zum Kreis Unna umbenannt wurde. Mit Gründung der Zeche Werne im Jahre 1899 wandelte sich die Ortschaft vom kleinen Bauerndorf zu einer modernen Bergbaugemeinde, weil das Bergwerk Wohnstätten für seine Arbeiter schaffen musste, die aus Gründen der Arbeitsmigration aus den damaligen Provinzen Ost- und Westpreußen, Schlesien und Sachsen nach Rünthe kamen. Die Einwohnerzahl stieg rapide an und vervielfachte sich binnen weniger Jahrzehnte.
Die D-Zug-Siedlung Rünthe ist die erste von drei Zechensiedlungen, die gleich zu Anfang des 20. Jahrhunderts auf dem Gebiet des alten Guts Haus Rünthe errichtet wurden. In den Jahren 1910/11 folgte der Bau der Kolonie Rünthe-Süd und ab 1921 Rünthe-West. Der Schacht III der Zeche Werne wurde 1912 auf dem früheren Hof des Landwirts Timpeltei abgeteuft, ab 1915 begann die Kohleförderung. Wegen der durch die Weltwirtschaftskrise bedingten Absatzflaute wurde der Schacht bereits im Jahr 1930 wieder stillgelegt. Nach Kriegsende ab 1946 nutzte man den Schacht III wieder, um die Rünther Bergleute schnell vor Ort zu bringen, bevor 1960 die endgültige Schließung erfolgte. Der Förderturm der Anlage, einst Wahrzeichen der Ortschaft, wurde am 5. Mai 1986 demontiert. Die unter Denkmalschutz stehende ehemalige Waschkaue der Zeche wurde bis 2018 als Kulturzentrum genutzt. Inzwischen ist das Gebäude an eine private Immobiliengesellschaft verkauft und einer gewerblichen Nutzung zugeführt.
Beim Ruhraufstand von 1920 wurde die Altgemeinde Rünthe, nur wenige Kilometer Luftlinie von der „Schlacht bei Pelkum“ entfernt, zunächst ein Stützpunkt der Roten Ruhrarmee und anschließend von den Truppen des Freikorps Oberst Ritter von Epp eingenommen. Bei den Auseinandersetzungen wurde am Karfreitag, 2. April 1920 die Arbeiter-Samariterin Anna Kalina beim Hof Schulze-Elberg von Freikorps-Truppen standrechtlich erschossen. Die 27-jährige Frau stand im Verdacht, einen verwundeten Kämpfer der Ruhrarmee versorgt zu haben. Auf dem Rünther Friedhof befindet sich ein Gedenkstein, der an das Schicksal der Arbeiter-Samariterin erinnert.
Erwähnenswert ist auch das Bodendenkmal Bumannsburg. Es befindet sich in einem Wald nahe der Autobahn A1 gerade noch auf Rünther Gebiet. Die vom starken Baumbewuchs überwucherten Wälle der sächsisch-fränkischen Doppelwall-Ringanlage sind noch gut zu erkennen. Die Anlage diente den Bauern aus der Umgebung als Fluchtburg. Heute ist innerhalb der Anlage ein Waldlehrpfad angelegt.
In Rünthe befinden sich die katholischen Kirchen St. Clemens Maria Hofbauer und die Herz-Jesu-Kirche, die evangelische Christuskirche und eine neuapostolische Kirche.

### Einwohnerentwicklung
| Jahr | Einwohner |
| ---- | --------- |
| 1849 | 0244      |
| 1890 | 0267      |
| 1895 | 0270      |
| 1900 | 0293      |
| 1905 | 1846      |
| 1910 | 3521      |
| 1912 | 3955      |
| 1931 | 6436      |
| 1938 | 6167      |
| 1946 | 7046      |
| 1956 | 8089      |
| 1960 | 7621      |

| Jahr | Einwohner |
| ---- | --------- |
| 1987 | 6673      |
| 2000 | 7185      |
| 2001 | 7225      |
| 2002 | 7198      |
| 2003 | 7162      |
| 2004 | 7152      |
| 2005 | 7105      |
| 2006 | 7076      |
| 2007 | 6991      |
| 2008 | 6914      |
| 2009 | 6868      |
| 2010 | 6842      |

| Jahr | Einwohner |
| ---- | --------- |
| 2011 | 6796      |
| 2012 | 6758      |
| 2013 | 6712      |
| 2014 | 6724      |
| 2015 | 6726      |
| 2016 | 6740      |
| 2017 | 6694      |
| 2018 | 6682      |
| 2019 | 6671      |
| 2021 | 6615      |
| 2022 | 6605      |

## Politik

### Wappen
Blasonierung: „Schräg geteilt von Gold (Gelb) und Schwarz; oben ein in drei Reihen je achtfach geteilter in Rot und Silber (Weiß) geschachter Balken, unten ein silberner (weißer) Ring darin ein silberner (weißer) sechszackiger Stern.“
Das erst 1961 entstandene Gemeindewappen zeigt den märkischen Schachbalken als Zeichen der früheren Zugehörigkeit zur Grafschaft Mark; der Ring stammt vom Wappen der Herren von Altenbockum, der Stern dem Wappen derer von Krakerügge. Die beiden Adelsgeschlechter waren von etwa 1427 bis 1697 die Herren auf Haus Rünthe.

### Bürgermeister und Ortsvorsteher
Das Amt des Bürgermeisters wurde 1935 in der Gemeinde Rünthe eingeführt, vorher lautete die Bezeichnung Gemeindevorsteher. Mit der Gründung der Stadt Bergkamen im Jahre 1966 verlor die Gemeinde Rünthe ihre Selbstständigkeit. Seither ist die Ortschaft ein Stadtteil von Bergkamen und verfügt über einen Ortsvorsteher.
Bürgermeister:
- Friedrich Keinemann (NSDAP): 1935 bis 1945
- Paul Prinzler (SPD): 1945 bis 1963
- August Kühler (SPD): 1963 bis 1966

Ortsvorsteher:
- August Kühler (SPD): 1966 bis 1969
- Franz Beckmann (SPD): 1969 bis 1970
- Fritz Mertens (SPD): 1970 bis 1980
- Kurte Henke (SPD): 1980 bis 1984
- Werner Schaaf (SPD): 1984 bis 1991
- Ingrid Osterburg (SPD): 1991 bis 1999
- Günter Jung (SPD): 1999 bis 2009
- Klaus Kuhlmann (SPD): seit 2009

## Bildung und Sport
In Rünthe gibt es die eine Grundschule und eine in Trägerschaft des Kreises Unna geführte Förderschule für den Primarbereich.
Sportliche Aktivitäten in vielen Bereichen bieten zahlreiche Vereine an. Darüber hinaus beherbergt der Stadtteil eine Soccerhalle sowie zwei Sportplätze, das Hafenstadion (Naturrasen) und den Schacht III (Kunstrasen).
Der SuS Rünthe 08 ist ein Fußballverein in dem Ortsteil. Er wurde vom Fußball- und Leichtathletikverband Westfalen (FLVW) mit dem Zukunftspreis 2022 ausgezeichnet.

## Persönlichkeiten
- Eckhard Dörr (* 1946 in Rünthe), deutscher bildender Künstler
- Johanna Melzer (* 1904 in Oberwaldenburg/Schlesien,† 3. Oktober 1960 in Berlin), Widerstandskämpferin, deutsche Politikerin (KPD), MdL, wuchs in der Zechenkolonie Rünthe-Süd auf
- Jürgen Piek (* 1955 in Rünthe), deutscher Arzt und Neurochirurg, wuchs in der Zechenkolonie Rünthe-Süd in der Beverstraße auf. Letzte Tätigkeit: Direktor der Neurochirurgischen Universitätsklinik Rostock (bis 2019).
- Wilhelm Schwan (* 1884 in Steele, † 2. Februar 1960), deutscher Politiker (USPD/KPD), 1919 Mitglied im Gemeinderat der Altgemeinde Rünthe, 1924 bis 1928 Abgeordneter des Reichstages
- Dietrich Schwanitz (1940–2004), Literaturwissenschaftler und Bestsellerautor, wuchs in Rünthe auf, wo seine Eltern als Lehrer an der örtlichen Volksschule arbeiteten
- Marcel Remus (* 3. Oktober 1986 in Hamm), Unternehmer, Reality TV-Star (mieten, kaufen, wohnen), wuchs in Rünthe auf
- Edin Terzić (* 1982 in Menden), Fußballtrainer, ist mit der aus Rünthe stammenden Sportwissenschaftlerin Kora Wölm verheiratet. Das Paar wohnte mehrere Jahre im Ort.

Bild 37 der StVO von 1953

## Trivia
Rünthe diente von 1953 bis 1971 als Beispiel für die Ortstafel (Bild 37) in der Straßenverkehrs-Ordnung. Seit der Einführung der neuen Straßenverkehrs-Ordnung 1971 dient das schleswig-holsteinische Wilster als Beispiel für die Ortstafel.